# Истошня
Истошня — озеро в Пеновском муниципальном округе Тверской области России.
Расположено на северо-западе Пеновском муниципальном округе. В озеро впадает протока из озера Хвошня и река Нижница, вытекающая из озера Колпино, вытекает река Руна. 
На северном берегу расположена деревня Переволока.  

## Данные водного реестра
По данным государственного водного реестра России относится к Верхневолжскому бассейновому округу, водохозяйственный участок реки — Волга от истока до Верхневолжского бейшлота. Речной бассейн реки — (Верхняя) Волга до Куйбышевского водохранилища (без бассейна Оки).
Код объекта в государственном водном реестре — 08010100111110000000100.